# NGC 1661
NGC 1661 (również PGC 16000 lub UGC 3166) – galaktyka spiralna (Sbc), znajdująca się w gwiazdozbiorze Oriona. Odkrył ją Édouard Jean-Marie Stephan 21 grudnia 1881 roku.